# Fabrício de Toledo
Fabrício ou Fabrício de Toledo, santo e mártir.
É venerado na Arquidiocese de Toledo (Espanha), seguindo a tradição do Missal "moçarábico" e do apêndice do Breviário do rito dos santos, de autoria do Cardeal Francesco Jiménez de Cisneros, feito entre 1500 e 1506.
A sua festa é celebrada na oitava da Assunção de Maria. Na Igreja de Toledo estão manuscritos e documentos a respeito dele, mas ainda pouco se sabe a respeito de seu martírio.
Memória litúrgica em 22 de agosto.